# Alberto Tognoli
Alberto Tognoli (Brescia, 26 luglio 1937 – Rapallo, 3 marzo 2008) è stato un matematico italiano.

## Biografia
Dopo aver conseguito la laurea in matematica nel 1960 presso l'Università degli Studi di Pisa, nel 1970 divenne professore ordinario di geometria presso la stessa università, ma insegnò anche negli atenei di Cosenza, Ferrara, Parigi e Tours. È stato anche professore di geometria all'Università di Trento dal 1986 fino al suo pensionamento, quindi la nomina a professore emerito nel 2005.
È noto per le sue ricerche in geometria algebrica, in particolare sulle funzioni di Nash e sulle varietà di Nash (dal nome di John Nash). Ha dimostrato la congettura di Nash secondo cui le varietà compatte lisce sono diffeomorfe rispetto alle varietà algebriche reali non singolari (noto come Teorema di Nash e Tognoli).
Ha ricevuto nel 1974 il Premio Caccioppoli e nel 1988 la Medaglia d'Oro in Matematica dell'Accademia dei XL.

## Pubblicazioni principali
- Geometria algebrica e funzioni di Nash, Institutiones Mathematicae, Academic Press 1978
- in qualità di curatore con M. Galbiati: Geometria analitica e algebrica reale : Atti della conferenza tenutasi a Trento, Italia, 3-7 ottobre 1988, Lecture Notes in Mathematics 1420, Springer Verlag 1990
- Singolarità degli spazi analitici, CIME, Rom: Cremonese 1975
- Introduzione alla teoria degli spazi analitici reali, Rom, Accademia dei Lincei 1976
- Teoremi di approssimazione e congettura di Nash, Memoires SMF, 38, 1974, 53-68, numdam
- Approssimazione algebrica di varietà e spazi, Seminaire Bourbaki, n. 548, 1979/80, numdam
- Analyticity of homology classes, in Proc. Amer. Math. Soc., vol. 104, 1988,  pp. 920-922, DOI:10.1090/s0002-9939-1988-0964874-2, MR 964874.
- con Alessandro Tancredi: On the products of Nash subvarieties by spheres, in Proc. Amer. Math. Soc., vol. 134, 2006,  pp. 983-987, DOI:10.1090/S0002-9939-05-08246-8, MR 2196028. Proc. Amer. Matematica. Soc . 134 : 983–987. 2006. doi : 10.1090 / S0002-9939-05-08246-8 . SIG 2196028 .